# Sarce (rivière)
La Sarce est une rivière française qui coule dans le département de l'Aube. C'est un affluent direct de la Seine en rive gauche.

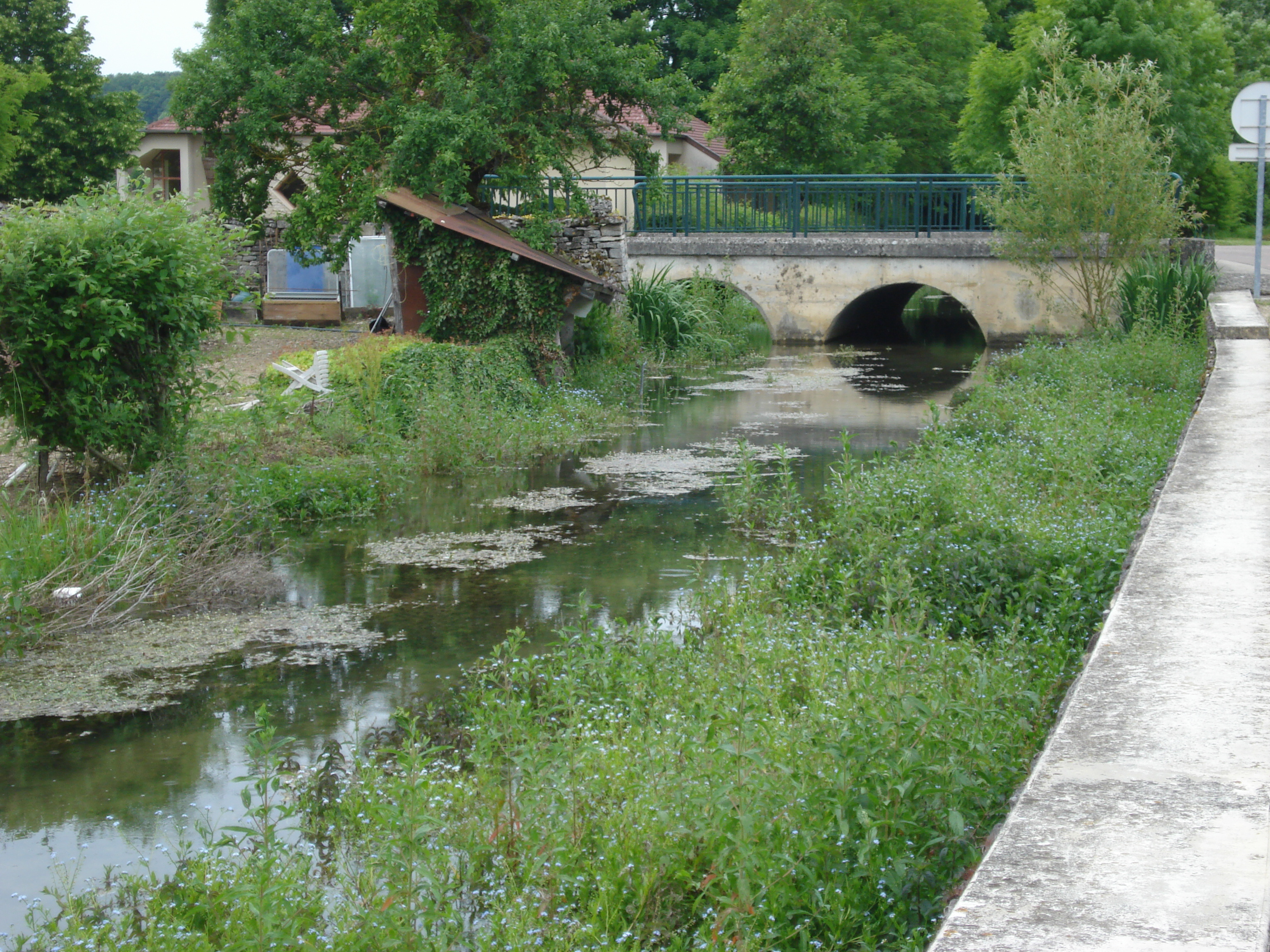
Pont sur la Sarce à Avirey-Lingey.

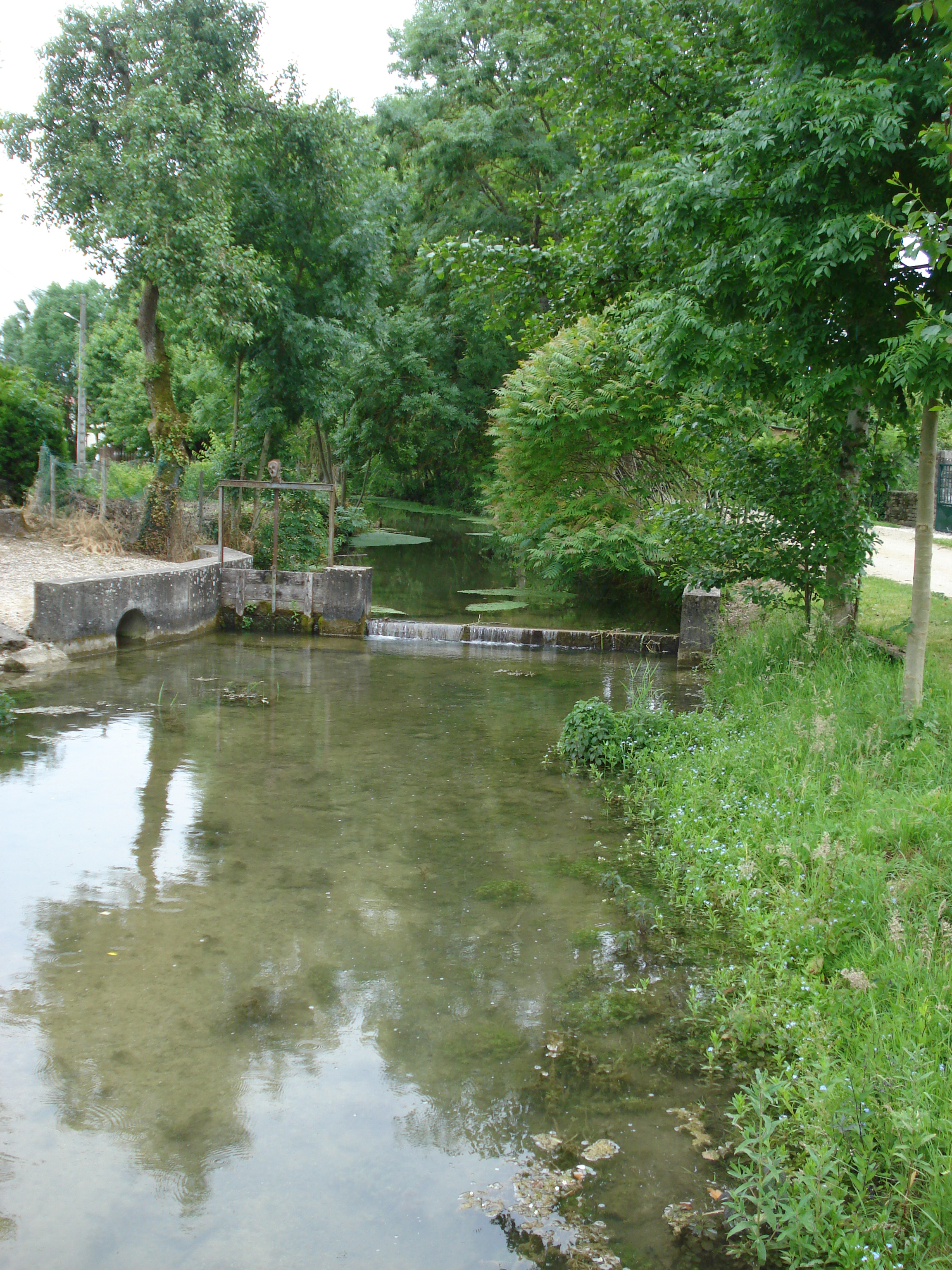
La Sarce à Avirey-Lingey.

## Géographie
La Sarce prend sa source dans la commune de Bragelogne-Beauvoir, à 10 kilomètres au sud-ouest des Riceys. Après 4 kilomètres en direction de l'est, la rivière s'oriente 
du sud vers le nord, parallèlement aux cours de l'Hozain (à l'ouest) et de la Laignes à l'est. Elle se jette dans la Seine (rive gauche) à Virey-sous-Bar, à une dizaine de kilomètres en aval de Bar-sur-Seine.

## Communes traversées
La Sarce traverse les communes de Bragelogne-Beauvoir, Bagneux-la-Fosse, Avirey-Lingey, Arrelles, Villiers-sous-Praslin, Villemorien, Jully-sur-Sarce et Virey-sous-Bar, toutes situées dans le département de l'Aube.

## Hydrologie
La Sarce est une rivière fort peu abondante. Son débit a été observé sur une période de 14 ans (1985-1999), à Virey-sous-Bar, située peu avant son confluent avec la Seine. La surface étudiée est de 187 km2, c'est-à-dire la quasi-totalité du bassin versant de la rivière.
Le module de la rivière à Virey-sous-Bar est de 0,77 m3/s. 
La Sarce présente des fluctuations saisonnières de débit très marquées, comme bien souvent dans la partie orientale du bassin de la Seine. Les hautes eaux se déroulent en hiver et au début du printemps et se caractérisent par des débits mensuels moyens oscillant entre 1,07 et 1,52 m3/s, de janvier à avril inclus (avec un maximum en janvier et février). Dès le mois de mai, le débit chute rapidement jusqu'aux basses eaux d'été qui ont lieu de juillet à la mi-octobre, entraînant une baisse du débit moyen mensuel allant jusqu'à 0,17 m3/s au mois d'août et 0,175 en septembre. Mais les fluctuations sont bien plus prononcées sur de plus courtes périodes.
À l'étiage, le VCN3 peut chuter jusque 0,001 m3, en cas de période quinquennale sèche, soit seulement 1 petit litre par seconde, ce qui est bien sûr très sévère, même pour un petit cours d'eau. 
D'autre part, les crues sont fort peu importantes, même compte tenu de la taille assez exigüe du bassin. Les QIX 2 et QIX 5 valent en effet respectivement 3,9 et 5,5 m3/s. Le QIX 10 est de 6,6 m3/s et le QIX 20 de 7,6 m3/s. Quant au QIX 50, il n'a pas été calculé, faute d'une durée d'observation suffisante pour le détermine. Il apparaît ainsi que des crues dépassant les 10 m3/s sont hautement improbables.
Le débit instantané maximal enregistré à Virey-sous-Bar a été de 8,82 m3/s le 4 novembre 1998, tandis que la valeur journalière maximale était de 8,75 m3/s le 2 novembre de la même année. Si l'on compare la première de ces valeurs à l'échelle des QIX exposée plus haut, on constate que cette crue était largement supérieure à la crue vicennale définie par le QIX 20 et donc très exceptionnelle.
Au total, la Sarce est une rivière irrégulière et fort peu abondante dans le contexte des  rivières du bassin de la Seine. La lame d'eau écoulée dans son bassin est de 130 millimètres annuellement, ce qui est plus de deux fois inférieur à la moyenne d'ensemble de la France tous bassins confondus, et largement inférieur aussi à la moyenne du bassin de la Seine (plus ou moins 240 millimètres). Le débit spécifique de la rivière (ou Qsp) atteint 4,1 litres par seconde et par kilomètre carré de bassin.